# Вторая осада Бадахоса (1811)
Во время второй осады Бадахоса (22 апреля — 12 мая и 19 мая — 10 июня 1811 года) англо-португальская армия, во главе которой стоял сначала Уильям Карр Бересфорд, а позднее Артур Уэлсли, герцог Веллингтон, осадила французский гарнизон под командованием Армана Филиппона в Бадахосе. Веллингтону не удалось быстро сломить сопротивление обороняющихся, и он отвёл свою армию после того, как французы предприняли успешную попытку деблокирования, объединив армии маршалов Николя Сульта и Огюста Мармона. Осада происходила во время Пиренейской войны, части наполеоновских войн. Бадахос находится в 6 километрах от португальской границы на реке Гвадиана в западной Испании.
В то время, как Веллингтон сдерживал португальскую армию маршала Андре Массена на севере, его лейтенант Бересфорд попытался захватить удерживаемый французами Бадахос на юге. Бересфорд напал на город в апреле, но гарнизон Филиппона успешно отразил его атаки. Осада была на короткое время снята во время битвы при Альбуэре 16 мая. Хотя обе стороны понесли ужасные потери, победителем стал Бересфорд, и Сульт отступил на восток. Веллингтон привёл подкрепление с севера и возобновил осаду, но воодушевлённые французы успешно его сдерживали. Тем временем Мармон, заменивший Массена, привел на юг большие силы, чтобы присоединиться к Сульту. Британский командующий снял осаду после того, как ему стала угрожать численно превосходящая французская армия во главе с Сультом и Мармоном.

## Предыстория
Надеясь помочь вторжению маршала Андре Массена в Португалию, император Наполеон приказал маршалу Никола Сульту действовать. В соответствии с приказом Сульт отправился в январе 1811 года с 13,5 тыс. пехотинцами, 4 тыс. кавалеристами и 2 тыс. артиллеристами и саперами на осаду Бадахоса. В ходе предварительной операции Сульт захватил Оливенсу во время двухнедельной осады, которая закончилась 23 января. Французы захватили 4161 испанских заключенных и 18 орудий, потеряв всего 15 убитых и 40 раненых. 27 января армия Сульта подошла к Бадахосу. Несмотря на вмешательство 15-тысячной испанской армии, для французов всё сложилось наилучшим образом. 19 февраля Сульт послал маршала Эдуара Мортье разобраться с испанской армией. Мортье одержал сокрушительную победу в битве при Геборе. Испанцы потеряли 850 убитых и раненых; кроме того, 4 тыс. человек, 17 орудий и 6 знамён были захвачены. Потери французов насчитывали всего 403 человека. Сульт в свою очередь заставил Бадахос капитулировать 11 марта. Испанский гарнизон из 4340 человек плюс 2 тыс. беглецов из битвы при Геборе потеряли при этом около 1 тыс. человек убитыми и ранеными, а остальные попали в плен. Французы потеряли при осаде около 1,9 тыс. человек.
Примерно в это же время Сульт получил сведения о том, что испанский генерал Франсиско Бальестерос угрожает Севилье, а маршал Клод-Перрен Виктор был побежден генералом Томасом Грэхэмом в битве при Барросе. Оставив Мортье и 11 тыс. солдат удерживать Бадахос и окрестности, Сульт поспешил с остальными, чтобы справиться с двойной угрозой. Тем временем Мортье осадил и захватил Кампу-Майор 21 марта. Когда его подчиненный дивизионный генерал Виктор де Фэ де Латур-Мобур конвоировал захваченную пушку обратно в Бадахос, его застал врасплох кавалерийский авангард приближающегося англо-португальского корпуса Уильяма Карра Бересфорда. В битве при Кампу-Майор 25 марта 13-й гусарский полк британцев сначала добился успеха, но затем потерял контроль над ситуацией, устремившись за побежденными французскими драгунами. В суматохе Латур-Мобур проявил хладнокровие и с помощью Мортье сумел спасти охраняемую артиллерию, за исключением одного орудия. Тем не менее, появление Бересфорда и 18-тысячного союзного войска заставило французов перейти в оборону.
Бересфорд, фельдмаршал на службе у Португалии, имел в распоряжении 2-ю пехотную дивизию, 4-ю пехотную дивизию, португальскую дивизию генерал-майора Джона Гамильтона и кавалерию генерала Роберта Балларда Лонга. Если бы он мог подойти к Бадахосу в конце марта, то плохое состояние оборонных сооружений крепости сильно облегчили бы его задачу. Однако постоянные задержки с отправкой войск дали французам время на ремонт крепости. Во-первых, 4-я дивизия не могла передвигаться из-за нехватки обуви, и ей пришлось ждать новой партии из Лиссабона. Затем предполагалось, что в португальской крепости Элваш будет достаточно материалов для постройки моста, но количество понтонов оказалось недостаточным для пересечения реки Гвадианы. Военные инженеры построили импровизированный мост, но 4 апреля он был смыт наводнением. 5 апреля один батальон был переправлен на паромах, и начиная с 6 апреля корпус союзников начал медленно перебираться через Гвадиану по шаткой конструкции. К счастью для союзников, французы не мешали им переправляться. Мортье был отозван, а присланному на замену Латур-Мобуру не хватало стратегического чутья.
Латур-Мобур наконец спохватился и послал два кавалерийских полка и четыре пехотных батальона в разведку, чтобы выяснить, что происходит, но было уже поздно. Ночью 6-го числа французский летучий отряд разгромил сторожевую заставу 13-го драгунского полка. Британцы потеряли в этом злоключении 52 всадника пленными. Бригадный генерал Мишель Вейланде доложил, что союзники в полном составе пересекают Гвадиану. Перед уходом Латур-Мобур оставил бригадному генералу Арману Филиппону 3 тыс. человек в Бадахосе и 400 солдат в Оливенсе. Не зная, что в Оливенсе столь слабый гарнизон, союзники осадили его 9 апреля. Оливенса пала 14-го числа после того, как шесть португальских 24-фунтовых пушек пробили дыры в стенах. На той же неделе к Бересфорду присоединились испанские войска в составе 3 тыс. пехотинцев и 1 тыс. кавалеристов под командованием генерала Франсиско Хавьера Кастаньоса.

## Первая фаза

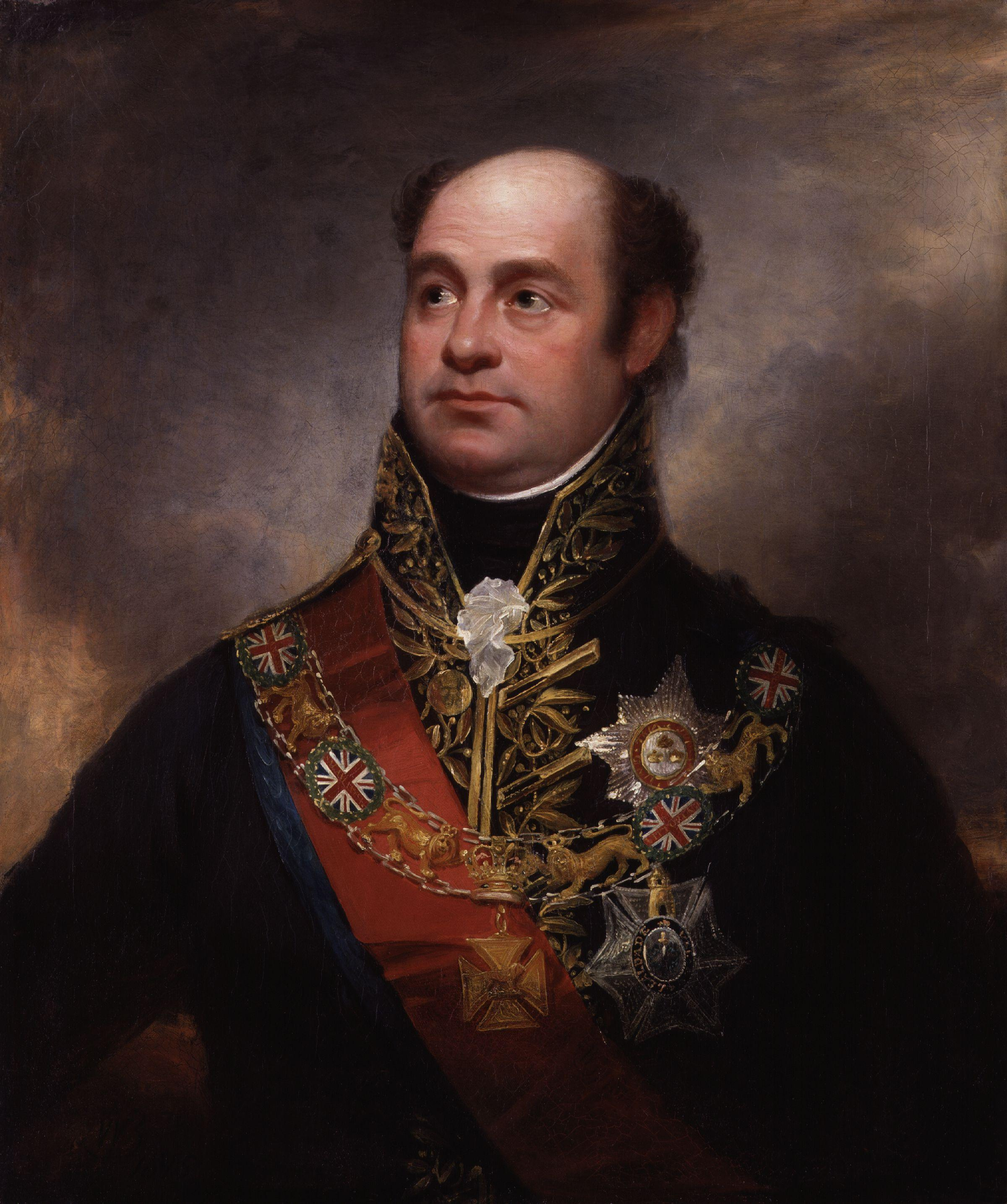
Уильям Карр Бересфорд

Прежде чем осадить Бадахос, Бересфорд посчитал целесообразным изгнать силы Латур-Мобура из Эстремадуры. Оставив для маскировки небольшое войско возле Бадахоса, он двинулся на юго-восток к Сафре. 16 апреля Лонг разгромил 2-й гусарский полк французов в Лос-Сантос-де-Маймоне. Покинув 19-го Льерену, Латур-Мобур отправился в Гуадальканаль в Андалусии. Прежде чем начать осаду Бадахоса, Бересфорд отправил испанскую конницу в Льерену, а британскую конницу в Сафру. В поддержку им была отправлена бригада британской пехоты под командованием подполковника Джона Колборна.
В любом случае, Бересфорд не мог сразу осадить крепость, потому что не было отправлено ни одного обоза с осадными орудиями. По-видимому, это был недосмотр герцога Веллингтона, который не издал необходимые приказы. Основная проблема заключалась в том, что местное правительство никогда не обеспечивало британскую армию на Пиренейском полуострове осадными орудиями. Поэтому майор Александр Диксон начал собирать все португальские пушки, имеющиеся в Элваше. По словам историка Чарльза Омана, «Стены Элваша стали идеальным музеем древней артиллерии…» Некоторые из пушек, которые использовал Диксон, имели даты 1620, 1636, 1646 и 1652 годов на своих казённиках. Даже пушки производства начала 1700-х годов были устаревшими. Большинство артиллеристов были португальцами, многие плохо обучены. Позднее они были дополнены личным составом батарей британской артиллерии, дислоцированных в Лиссабоне под командованием капитанов Бейнса, Бредина, Глубба и Рейнсфорда.

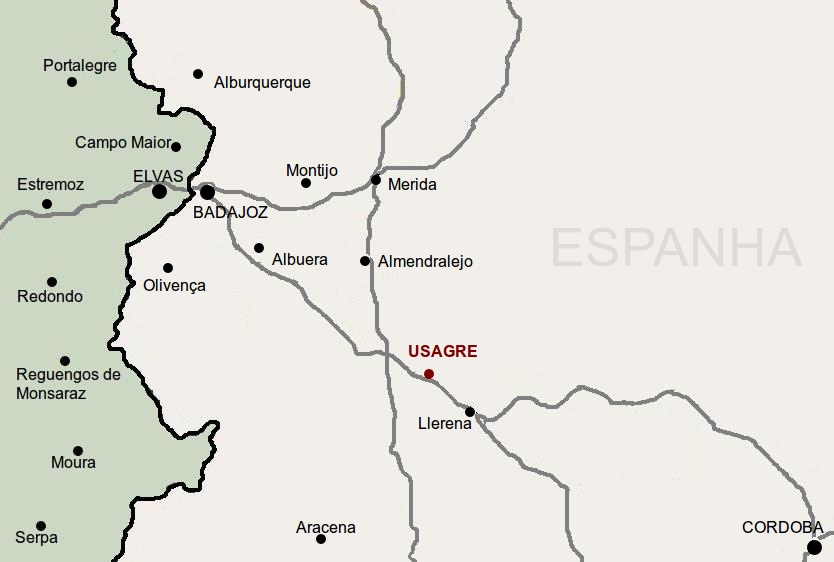
Карта, на которой изображены Бадахос, Элваш, Альбуэра, Кампу-Майор, Усагре и Мерида

20 апреля с северного фронта с коротким визитом прибыл Веллингтон. К этому времени его противник Массена отказался от своей кампании в Португалии и отступил в Испанию. Два дня спустя Веллингтон сопровождал вновь прибывшую бригаду генерал-майора Карла фон Альтена из Королевского германского легиона в разведке возле Бадахос. Началась стычка с гарнизоном, в результате которой немцы потеряли от 50 до 60 человек. Перед отъездом 25 апреля Веллингтон дал Бересфорду ряд подробных инструкций. По совету своего главного инженера, полковника Ричарда Флетчера, Веллингтон приказал направить основную атаку на форты Сан-Кристобаль, Пикурина и Парделерас.
Осада началась 22 апреля 1811 года. 4 тыс. защитников Филиппона включали в себя 1-й батальон 12-го легкого полка, 34-й и 88-й линейные пехотные полки и 3-е батальоны 40-го и 100-го пехотных полков. У противостоящего французам Бересфорда было 10,5 тыс. британцев и 10,2 тыс. португальцев. На случай, если Сульт попытается освободить Бадахос, Веллингтон мог направить на помощь до 15 тыс. испанских солдат. 5 мая Диксон сообщил, что осадный обоз наконец готов. На следующий день к Бадахосу южнее Гвадианы подошли бригада Альтена, британская бригада генерал-майора Уильяма Ламли и португальская бригада бригадного генерала Луиса Фонсека. 7-я бригада подполковника Джеймса Кеммиса и 17-й португальский полк расположились с севера напротив Сан-Кристобаля. Ещё четыре вспомогательные бригады были размещены между Бадахосом и Ла-Альбуэрой. Тем временем Колборн с 2-тысячным войском провёл успешную операцию в Сьерра-Морене, в результате которой Латур-Мобур отступил ещё дальше.
Диксон отрядил пять 24-фунтовых пушки и две гаубицы для атаки Сан-Кристобаля, а 14 24-фунтовых пушек и две 8-дюймовых гаубицы были расположены к югу от реки. 8 апреля 1811 года на всех трёх фронтах на расстоянии 400 ярдов (366 м) от крепости начали рыть окопы. К 11-му числу напротив форта Пикурина была установлена батарея в 10 орудий. Однако напротив Сан-Кристобаль вырыть траншеи не удалось, так как под тонким слоем почвы лежало каменистое основание. Всё то, что было сделано ночью, пришлось покинуть днём под разящим огнём французов. Поскольку о траншеях не было и речи, были уложены деревянные габионы с песчаной засыпкой. Здесь вечером 10-го Филиппон устроил вылазку. Атака была отбита, но союзные войска слишком увлеклись преследованием французов и попали под огонь из Сан-Кристобаль. Французы потеряли в этой вылазке 200 человек, а британцы и португальцы 438. 11 апреля батарея в пять пушек открыла огонь по форту, но в течение дня французы метким огнём вывели из строя четыре пушки. К этому моменту были убиты шесть из девяти инженеров. Следующим утром вступила в бой вторая батарея, но она быстро прекратила обстрел. Вскоре поступили сведения, что на помощь французам приближается Сульт. Бересфорд приказал войскам в Ла-Альбуэре сдерживать Сульта, и отправил осадные орудия обратно в Элваш. Габионы были сожжены, чтобы они не достались французам. Британцы потеряли в этой неудачной осаде 533 человека, почти всю бригаду Кеммиса и 200 португальцев.

## Ла-Альбуэра

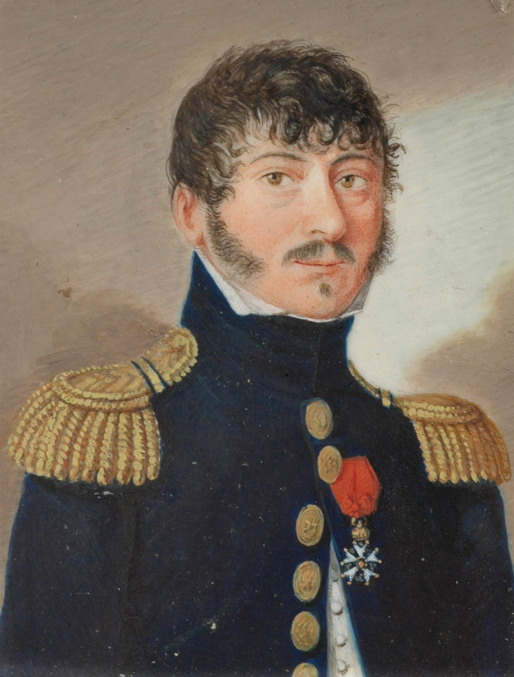
Арман Филиппон

16 мая Бересфорд победил Сульта в битве при Ла-Альбуэра. Армия Сульта насчитывала 24 246 человек, включая 4 тыс. кавалеристов и 48 орудий. Армия Бересфорда насчитывала 35 284 человека, включая 13 928 испанцев под командованием генералов Хоакина Блейка и Кастаньоса. Потери обеих армий были ужасающие. Французский маршал в отчёте указал потерю 5935 человек, включая погибших бригадных генералов Франсуа Верле и Жозефа Пепина. Однако, поскольку Сульт указал, что потери среди офицеров составили 262 человека, в то время как более надёжные источники указывают цифру в 362 офицера, истинные потери французов могут составлять 7,9 тыс. человек, убитых, раненых и взятых в плен. Союзники потеряли 5904 человек, включая 1359 испанцев. Бригада Колборна потеряла пять знамён после атаки 1-го эскадрона улан из польского легиона Vistula и 2-го эскадрона французских гусар. Вторая дивизия британцев потеряла 2865 человек, в том числе 661 убитыми; британская бригада 4-й дивизии потеряла 1065 человек. Испанские полки Spanish Guards и Irlanda героически сражались и потеряли 98 убитыми и 517 ранеными. 18-го числа обескровленная армия Сульта отступила под прикрытием кавалерии. Пока шло сражение, войска Филиппона заняли траншеи и огневые позиции союзников. Французский командующий также распорядился срыть почти весь грунт вокруг Сан-Кристобаля. Утром 19 мая осаду продолжили португальские войска Гамильтона.
14 мая 1811 года 3-я и 7-я дивизии покинули северный фронт и отправились в Бадахос под командованием генерала Томаса Пиктона. 16 мая Веллингтон оставил генерала Брента Спенсера во главе 26 тыс. пехотинцев и 1,8 тыс. кавалеристов северной армии. Веллингтон достиг Бадахоса 19-го; дивизии Пиктона прибыли 24-го. Тем временем Сульт медленно отступал на юго-восток к Льерене с большим обозом раненых солдат, преследуемый Бересфордом и Блейком. 25 мая произошло одно примечательное столкновение в битве при Усагре. Сульт попросил Латур-Мобура отогнать кавалерию союзников, чтобы выяснить, присутствует ли пехота. Французские драгуны попали в ловушку и потеряли 250 убитых и раненых; ещё 78 были захвачены в плен. Кавалерия Ламли потеряла в этом одностороннем бою только 20 человек.

## Вторая фаза

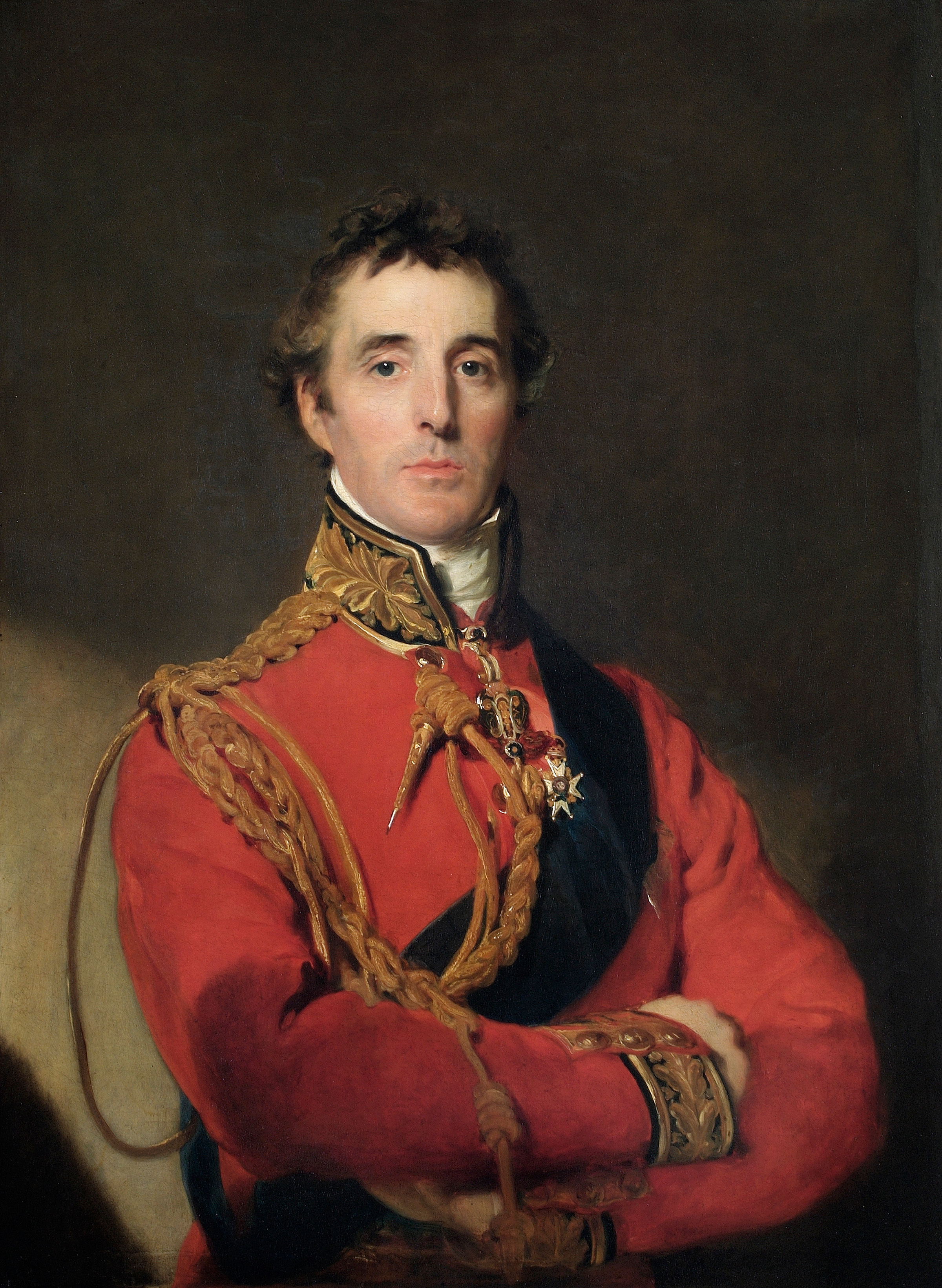
Герцог Веллингтон

27 мая Бересфорд был официально отстранён от командования южным фронтом. Через четыре дня прибыл генерал Роланд Хилл, чтобы принять войска прикрытия, 2-ю и 4-ю дивизии, а также бригаду Альтена и кавалерию Ламли, примерно 10 тыс. человек. Веллингтон лично взял на себя ответственность за осадный корпус, который состоял из 3-й и 7-й дивизий и дивизии Гамильтона. Эти войска насчитывали 14 тыс. человек, в том числе 700 стрелков. Гарнизон Филиппона состоял из 3,6 тыс. человек. Инженеры Веллингтона, которых было всего 25 человек, вновь настойчиво призвали его атаковать форт Сан-Кристобаль. Кроме того, были запланированы действия против за́мка на южной стороне Гвадианы.
25 мая 7-я дивизия генерал-майора Уильяма Хьюстона блокировала северную сторону. Два дня спустя 3-я дивизия Пиктона присоединилась к португальцам Гамильтона к югу от реки. Для второй осады Диксон собрал 46 артиллерийских орудий, 30 24-фунтовых пушек, четыре 16-фунтовых пушки, четырёх 10-дюймовых гаубицы и восемь 8-дюймовых гаубиц. Как и во время предыдущей осады, все они были древними реликвиями с валов Элваша. Обслуживали орудия 110 британцев из батареи Рэйнсфорда и 500 португальцев.

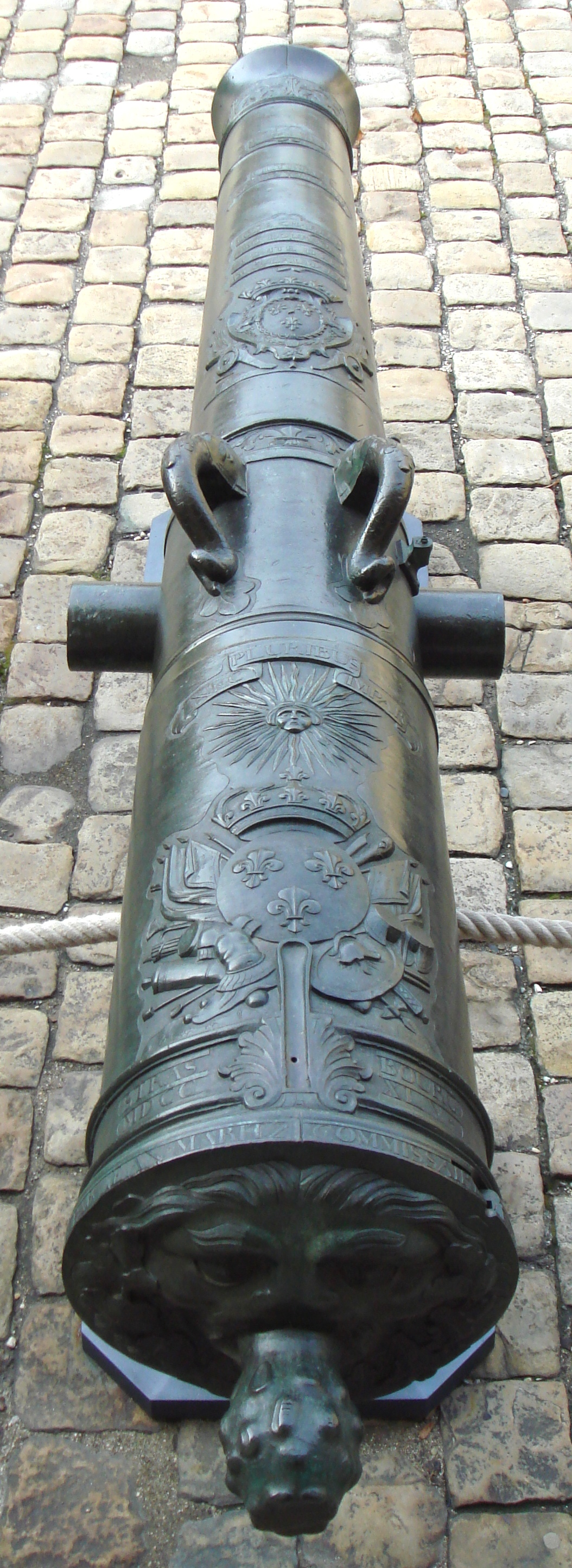
Французская 24-фунтовая пушка 1745 года

Ночью 30 мая была вырыта первая траншея на расстоянии 800 ярдов (732 м) от за́мка. На другом берегу реки, напротив Сан-Кристобаль, были сооружены и засыпаны землёй габионы, но утром французы уничтожили их артиллерийским огнём. К утру 3 июня напротив за́мка были установлены 16 24-фунтовых пушек и 4 гаубицы. Ранее напротив Сан-Кристобаля была установлена батарея, но из-за высокой дальности (1200 ярдов (1097 м)) она оказалась неэффективной. Наконец на расстоянии в 450 ярдов (411 м) от Сан-Кристобаля установили две батареи из 8 и 5 пушек соответственно, и вспомогательную батарею из 4 пушек позади них. 3 июня начался обстрел Бадахоса, заглушивший пушки Сан-Кристобаля. В этот день французы уничтожили одно орудие, а четыре выбыли из строя из-за различных дефектов. При частой стрельбе у старинных орудий постоянно повреждались стволы, лопались запальные каналы, а их древние лафеты разлетались на части. 4-го числа французы вывели из строя ещё одну пушку около за́мка, но к тому времени отказали ещё две пушки, а у трёх гаубиц от выстрелов разрушились лафеты. С северной стороны по тем же причинам выбыли две пушки и две гаубицы. Обстрел продолжался 5-го и 6 июня. За́мок хорошо переносил обстрел, а вот форт Сан-Кристобаль был сильно повреждён.
В полночь 6 июня 1811 года 180 добровольцев из дивизии Хьюстона напали на Сан-Кристобаль. В отчаянной попытке группа из 25 человек сумела добраться до рва с незначительными потерями, однако обнаружила, что ров был очищен от мусора, а пролом заблокирован телегами и рогатками. Оставшаяся в живых часть группы подобралась по рву к стене и попробовала забраться на неё. Но стена была 20 футов (6 м) высотой, а их лестницы были всего 15 футов (5 м). Защитники во главе с капитаном 88-го отряда Шовеном стали расстреливать нападающих и бросать в них гранаты. После часа бесплодных усилий войска союзников отступили, потеряв 12 убитых и 80 раненых. Французы потеряли только одного убитого и пятерых раненых.
После этой неудачи Веллингтон приказал продолжать обстрел ещё три дня. К 9 июня в бою оставалось только 27 из 46 осадных орудий. 7-го из Лиссабона прибыли шесть железных корабельных орудий, оказавшихся весьма эффективными. Тем не менее, защитные сооружения за́мка всё ещё были непреодолимы. Чтобы не дать французам расчистить ров от мусора, пушки союзников стреляли картечью всю ночь напролет. Несмотря на потери, французы успешно провели необходимую работу. Поскольку штурмующие за́мок должны были бы пересечь не менее 600 ярдов (549 м) открытой местности и перейти вброд речку Ривильяс, инженеры решили, что такая атака будет безуспешной. С другой стороны, форт Сан-Кристобаль был разрушен, имея уже две пробоины в стенах. Тем не менее, его гарнизон был удвоен, и солдаты каждую ночь очищали рвы и заделывали проломы. Каждому защитнику было предоставлено три мушкета и гранаты..
9 июня 1811 года в 21:00 Хьюстон начал свой второй штурм Сан-Кристобаля. Штурмовая группа состояла из 400 солдат из бригады Зонтага и 17-го португальского отряда. Их поддерживали 100 снайперов, которым было приказано стрелять в любого француза, оказавшегося возле пролома. Французы открыли по нападавшим сильный огонь. Майор, командующий колонной, и старший инженер-лейтенант были убиты одновременно. Нападавшие подняли на стены 16 лестниц, но большинство поднимающихся по ним были расстреляны. Те немногие, кому удалось подняться наверх, были пронзены штыками французов. Через пятьдесят минут большинство лестниц были разбиты, а оставшиеся в живых союзники скрылись в своих окопах. Нападавшие потеряли 54 человек убитыми, 81 человека ранеными; четверых взяли в плен.
10 июня было заключено перемирие, чтобы союзники смогли забрать своих раненых. Во время этого затишья защитники Сан-Кристобаль починили свои укрепления. Несмотря на это, ситуация Филиппона была критической. Пушки союзников разрушали за́мок, а французский командующий был вынужден поставить урезать паёк защитников гарнизона наполовину. Филиппон разработал отчаянный план прорыва на тот случай, если у него кончится продовольствие. Однако 10-го Веллингтон решил отказаться от осады. Он получил информацию о том, что маршал Огюст Мармон отправляется на юг вместе с армией Португалии. После объединения с силами Сульта, французская армия стала бы реальной угрозой. У Веллингтона было время как минимум до 15 июня, но он решил, что дальнейшие действия вряд ли будут успешными. Ночью осадные орудия были отведены.

## Освобождение
Вскоре после победы Веллингтона в битве при Фуэнтес-де-Оньоро 3—5 мая 1811 года Массена был заменен Мармоном. Новый командир упразднил существующие корпусы и создал на их месте шесть независимых дивизий. 9-й корпус дивизионного генерала Жана-Батиста Друэ был также разбит, а его батальоны получили приказ присоединиться к армии Сульта. Мармон также быстро двинулся на юг. Обнаружив, что противники начали движение, Спенсер перебросил свой корпус на юг и 17 июня присоединился к Веллингтону в Элваше. 18 июня Мармон, д’Эрлон и Сульт объединили свои силы в Мериде и двинулись на запад. Французская армия из 60 тыс. человек освободила Бадахос, а затем столкнулась с 50 тыс. военнослужащими Веллингтона вдоль Гвадианы под Элвашем. Французские командиры не стали атаковать британские войска. Вскоре Сульт был отозван для борьбы с угрозами в Андалусии. Пополнив гарнизон Филиппа, Мармон и д’Эрлон отступили.